# The Getaway (canción)
«The Getaway» (en español: «La Partida») es una canción del género pop rock escrita por Julian Bunetta y James Michael, The Getaway es el primer radio sencillo del álbum Hilary Duff de la cantante homónima Hilary Duff. 
Fue lanzada a finales de noviembre de 2004 como radio sencillo en algunas estaciones de radio de Estados Unidos y lanzada en Canadá en la última semana de enero de 2005, la canción en Canadá en su primera semana de lanzamiento fue agregada a los playlists de estaciones de los hits más contemporáneos de las emisoras de radio y se convirtió en una de las canciones más pinchadas del año en las estaciones de radio de Mix 96. 
El video para el sencillo no fue lanzado debido a la caída de ventas que experimentó el álbum en el mercado mundial.
- Datos: Q13600579